# 668 Dora
668 Dora eller 1908 DO är en asteroid i huvudbältet, som upptäcktes 27 juli 1908 av den tyska astronomen August Kopff i Heidelberg. Den är uppkallad efter en vän till upptäckarens fru.
Asteroiden har en diameter på ungefär 23 kilometer. Den har givit namn åt tillhör asteroidgruppen Dora.